# Jöns Wetterman
Jöns Johansson Wetterman, född 24 november 1656 i Skänninge, Östergötlands län, död 9 maj 1717 i Vadstena, Östergötlands län. Han var befallningsman och borgmästare i Vadstena stad.

## Biografi
Wetterman blev befallningsman i Vadstena län. Wetterman blev 1690 borgmästare i Vadstena stad. Wetterman avled 9 maj 1717 i Vadstena.

### Familj
Wetterman gifte sig 1683 med Greta Ekholm. Hon var dotter till slottsfogden Jöran Classon och Martha Reckenzandh.